# إمبراتور
الإمبراتور (باللاتينية: Imperator) هي كلمة لاتينية كانت في عهد الجمهورية الرومانية أشبه بمردافٍ لمصطلح قائد، إلا أنَّها أصبحت لاحقاً لقباً لأباطرة روما. اشتقَّت كلمة إمبراطور الحديثة باللغة الإنكليزية من كلمة Empereur الفرنسية، التي جاءت بالأصل من Imperator اللاتينية. كان يحب الأباطرة الرومان إحاطة أنفسهم بالكثير من الألقاب والتشريفات التي يستمدُّون منها نفوذهم، مثل هذا المصطلح.

## في المملكة الرومانية
عندما كان يحكم مدينة روما ملوك، كان يجب على الملك لكي يحكم أن يكتسب السلطة والشرعية بشكل كامل، ولكي يحصل على ذلك، كان لا بُدَّ من الإجماع على سلطة الإمبريوم لديه.

## في الجمهورية الرومانية
في الفترة المتأخرة من عهد الجمهورية وخصوصاً خلال الحروب الأهلية التي سادت العهد الأخير للجمهورية، كان الإمبراتور لقباً تشريفياً يحوزه بالدرجة الأولى القادة العسكريُّون. عند تحقيق نصر كبير على درجة عالية من الأهمية، كان يعلن جنود الجيش في ساحة المعركة قائدهم إمبراتوراً، وكان من الضروري أن يحصل القادة العسكريون على هذا التشريف ليكونوا أهلاً للترشُّح للحصول على احتفال نصر روماني أما مجلس الشيوخ. عند حيازة لقب الإمبراتور، كان يحظى القائد الروماني بأحقية استخدام هذا اللقب كسابقةٍ لاسمه حتى موعد عقد الاحتفال بنصره، إلا أنَّه كان يُجبَر على التخلّي عن اللقب حال انتهاء الاحتفال.
كان يسعى العديد من القادة الرومان الطموحين سياسياً للحصول على احتفالات نصرٍ خاصة بهم، ولذا فإنَّ تاريخ الجمهورية الرومانية مليءٌ بالحوادث التي رشيت فيها فيالق كاملة للإعلان قائدها إمبراتوراً. من هذه الحالات على سبيل المثال، لوسيوس يوليوس قيصر الذي حاز لقب الإمبراتور في سنة 90 ق.م، وبومبيوس الكبير الذي حازه في سنة 84 ق.م، وغايوس يوليوس قيصر الذي حازه في سنتي 60 و45 ق.م (وهو قريب لوسيوس يوليوس قيصر المذكور آنفاً)، إضافةً إلى ماركوس لونيوس بروتوس في سنة 44 ق.م. حصلت هذه الحوادث حتى خلال عهد الإمبراطورية، مثل حال جرمانيكوس سنة 15م ومن بعده والده الإمبراطور تيبيريوس.